# Vittorio Gigliotti
Vittorio Gigliotti, född 1921 i Salerno, död 24 september 2015 i Civitella Alfedena i Abruzzo, var en italiensk arkitekt och byggingenjör. Han samarbetade vid ett flertal tillfällen med arkitekten Paolo Portoghesi.